# Alexandre Lokchine
Alexandre Lazarevitch Lokchine (en russe : Александр Лазаревич Локшин ; Biïsk, 19 septembre 1920 – Moscou, 11 juin 1987) est un compositeur russe.
De son temps, surtout en raison de l'usage qu'il fait de textes d'origine occidentale, idéologiquement considérés comme « subversifs ou décadents », Lokchine se voit refuser la reconnaissance à la mesure de son talent. Banni deux fois de l'institution académique où il étudie et plus tard où il travaille, il reçoit cependant nombre de soutiens avisés : du pianiste et pédagogue Heinrich Neuhaus, de son professeur, le compositeur Nikolaï Miaskovski, de ses collègues Boris Tichtchenko — en privé de Chostakovitch lui-même —, d'Alfred Schnittke et des interprètes parmi les plus importants, notamment Roudolf Barchaï, Arvīds Jansons, Guennadi Rojdestvenski et Maria Yudina. Les termes de « plus grand compositeur du XXe siècle » et même le mot « génie », fusent sur la bouche de ses défenseurs…
Écarté de la tribune, il subit en outre une campagne de dénigrement sans fondement après son licenciement du conservatoire ; calomnié, son œuvre est mésestimée voire oubliée ensuite, refusée tant par les musiciens « pro-soviétiques » que les « dissidents ». Après la « présomption de culpabilité » qui pesait sur l'homme, il est difficile de considérer Lokchine à la mesure de son art ; peut-être l'œuvre comme le musicien victime de la brutalité du régime, sortira-t-elle du purgatoire ? Rarement mis au programme des concerts, aucun grand label discographique occidental n'a publié d'enregistrements du compositeur (à part un projet Lokchine par Michel Swierczewski pour le label BIS et bien sûr les archives Melodiya) : il est donc difficile de trouver sa musique. Réhabilité depuis 2002, un film documentaire sorti en 2007, rend justice publiquement à l'innocence de l'homme.
Ses œuvres sont inspirées des compositeurs qu'il admire, notamment Mahler et Berg, à partir desquels il forge son propre langage. Il compose onze symphonies, où seule la quatrième est purement instrumentales (elle a fait l'objet d'un ballet) ; les autres requièrent toutes une partie vocale. Il compose aussi un cycle de variations pour piano dédié à Maria Youdina et un autre pour Elena Kouchnerova.

## Biographie

### Origines et formation
Alexandre Lokchine naît dans le kraï de l'Altaï en Sibérie de parents originaires de Lettonie : Lazar Lokchine, comptable, et Maria Korotkina, sage-femme. Alexandre a une sœur née en 1914. Il commence à jouer du piano à l'âge de six ans, avec Alexei Stein, ancien professeur de Saint-Pétersbourg exilé en Sibérie depuis la Révolution. En 1930, à la suite de l'extermination des koulaks, sa famille perd biens et maison. Sans autre choix, la famille déménage à Novossibirsk à 200 km au Nord, où ils peuvent se cacher plus facilement et où Alexandre peut fréquenter l'école de musique. En 1936, muni d'une lettre de recommandation de Stein, pour le pianiste Heinrich Neuhaus, alors directeur de l'établissement, qui lui fait passer un examen, il est envoyé dans une école dépendante du Conservatoire de Moscou. Pendant un temps il loge chez sa cousine, Khessia Lokchina, mariée à un des grands artistes du temps, Erast Garine, qui l'a peut-être influencé sur sa perception de la dramaturgie qui traverse ses symphonies de la maturité. Au conservatoire où il entre au printemps 1937, directement en seconde année grâce à Neuhaus, il prend notamment des cours de composition avec Heinrich Litinski et Nikolaï Miaskovski, le grand symphoniste. Il admire alors la musique de Scriabine et Debussy. En mai 1941, après cinq ans d'études avec Miaskovski et être devenu son élève favori, Lokchine est reçu membre de l’Union des compositeurs de l’URSS. Cependant, dans le même temps, il est exclu du Conservatoire pour avoir présenté pour son diplôme une œuvre musicale inspirée de Charles Baudelaire, classé parmi les écrivains « subversifs » par la censure. Le journal du parti écrit : « Comment un jeune homme qui a grandi et fut éduqué dans l'ère soviétique pouvait-il se tourner vers un sujet aussi décadent que la poésie de Baudelaire ? ». Il est exclu du conservatoire, mais Miaskovski intercède en sa faveur et lui permet de poursuivre ses études dès décembre 1943 et peut obtenir son diplôme au printemps 1944.
Au début de la guerre, il s'engage dans un régiment de volontaire, mais il est rapidement réformé en raison de sa mauvaise vue et sa santé. À l'automne 1942, il retourne à Novossibirsk comme dirigeant du cercle musical de la Maison de culture de l’usine Tchkalov, qui organise des concerts dans des hôpitaux. Cantonné à Novossibirsk, en avril 1943, l’Orchestre philharmonique de Léningrad, sous la direction de Ievgueni Mravinski joue son poème symphonique Attends-moi (1942), écrit sur un poème de Constantin Simonov, ce qui change la situation du musicien interdit (c'est l'œuvre présentée pour son diplôme) et lui rouvre la porte de Moscou, où l'œuvre est rejouée par Nikolaï Anossov.

### Carrière

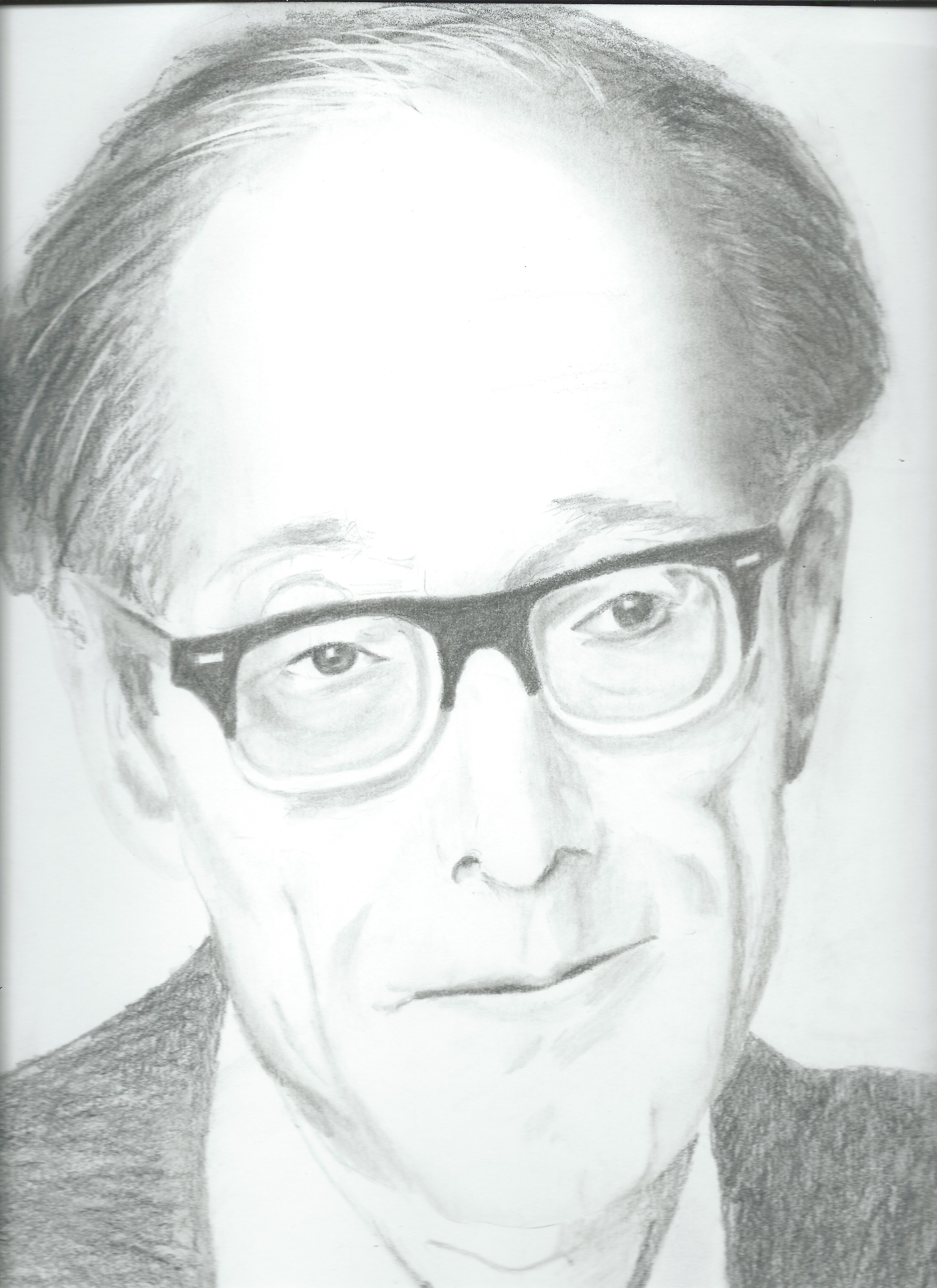
Alexandre Lokchine (dessin).

De 1945 à 1949, Lokchine enseigne au Conservatoire de Moscou l’instrumentation, la lecture des partitions, la littérature musicale. Parmi ses élèves, figure la musicologue Marina Sabinina. En juin 1948, Lokchine est accusé de propagande de la musique « idéologiquement étrangère » de compositeurs qu'il admire, Gustav Mahler, Alban Berg, ainsi que ses contemporains Dmitri Chostakovitch et Igor Stravinsky. Il est forcé à la démission du Conservatoire une seconde fois, sans que ses amis Miaskovski et la pianiste Maria Youdina parviennent cette fois-ci à redresser la situation, dans le contexte de « campagne contre le cosmopolitisme » de Jdanov.
Proche du compositeur Boris Tichtchenko et des chefs d’orchestre Roudolf Barchaï — créateur de six de ses onze symphonies — Arvīds Jansons (père de Mariss) et Guennadi Rojdestvenski, joué par les plus grands musiciens, tels Iakov Zak, Maria Youdina, Maria Grinberg et Julian Sitkovetsky. Ses rapports avec Dmitri Chostakovitch ont toujours gardé une certaine distance. Malgré l’affinité de leurs goûts musicaux et littéraires, Lokchine, tout en admirant la musique et la personnalité de Chostakovitch, voulait se distinguer de son contemporain.
En 1957 est créé son Quintette pour clarinette et quatuor à cordes, par Ivan Mozgovenko et le Quatuor Komitas. À partir de 1957 et jusqu'en 1980, une nouvelle période de sa vie s'ouvre à lui, que le compositeur appelle lui-même « mon propre style ». Elle commence par la première symphonie, avec le texte latin du Requiem. Considérée comme une provocation, l'œuvre est interdite et créée seulement en 1967, mais avec un texte en russe et jouée à Londres dans sa version originale par Roudolf Barchaï seulement en 1988. Excepté la quatrième symphonie, la seule purement instrumentale, il rencontre la même sanction officielle pour ses autres œuvres majeures. S'il n'avait écrit que ce genre d'œuvre la censure bureaucratique soviétique n'aurai sans doute pas empêché sa carrière.
Chostakovitch, qui n'a jamais rien dit en public, qualifie « l'œuvre d'un génie », à l'occasion de sa première symphonie — tout comme Youdina, elle aussi grande admiratrice de Lokchine : « J’ai toujours su que vous êtes un génie ». De son côté, Tichtchenko le considérait comme « un grand compositeur » ; ce que ne dément pas Alfred Schnittke qui affirmait : « les musiciens de ce calibre se comptent sur les doigts de la main ».
Accusé d’avoir collaboré avec le KGB et d’être un délateur, sa musique était condamnée à ne jamais être jouée. On le désignait alors comme le « génie du mal ». Ce n'est qu'après sa mort que son fils a obtenu la preuve de son innocence, il n'a dénoncé personne. Ses œuvres recommencent à être jouées à partir de 2002.
En 1989, après la disparition du compositeur, Roudolf Barchaï, exprimait sa conviction : « Pour moi Lokchine est l'un des plus grands compositeurs de notre siècle. Son heure approche et il incombe à nous, musiciens, de s'assurer que les œuvres soient jouées correctement ».

## Dénonciation et réhabilitation posthume
Pour protéger son agent, le NKVD a laissé accuser Lokchine de dénonciation par trois anciens prisonniers du goulag — ce qui les a fait paraître convaincants — dont un proche de Sviatoslav Richter,,. Lorsqu'il apprend la suspicion, un an après la mort du compositeur, Guennadi Rojdestvenski écrit à la femme de Lokchine : « Tant que vous ne me prouverez pas que votre mari est non coupable d'arrestations et n'est pas le vrai informateur, je ne dirigerai pas Lokchine ». La malédiction a duré quarante ans de silence et d'obscurité. Son fils, Alexander a recueilli différents documents prouvant l'innocence de son père. Ils sont recueillis dans deux ouvrages publiés en russe : Le génie du mal (2005) et Un musicien à travers le miroir (2011).
Officiellement disculpé en mars 2002, une étape essentielle précédant la réhabilitation à titre posthume de Lokchine a été l'interprétation de son Requiem par Roudolf Barchaï à la fin de la 4e conférence internationale « Résistance au Goulag » se tenant à Moscou le 29 mai 2002.

## Style
Un des traits typique de l'œuvre de Lokchine est sa libre utilisation de la variation — beaucoup de partitions portent le sous-titre de « thème et variations » ou sont découpées ainsi — chaque réapparition du thème se présentant « comme des métamorphoses d'une cellule germinale ». Un autre trait est que sa pensée musicale est essentiellement polyphonique, favorisant le dialogue entre les diverses parties qui ont toutes leurs caractéristiques spéciales. Un dernier trait de son attitude créative est son penchant pour « la synthèse de musique, poésie et théâtre », la poésie constituant pour Lokchine une partie intégrante de ses œuvres musicales. La forme généralement adoptée par ses symphonies est comparable à trois grandes vagues : source, développement et résolution finale — naissance, vie, mort — dans le principe de la destinée vitale, d'une description de la vie humaine.
Dans son volumineux ouvrage sur la musique symphonique russe paru en allemand (Geschichte der Russischen und der Sowjetischen Musik), la musicologue Dorothea Redepenning, ne cite Alexandre Lokchine qu'une seule fois, juste en passant : « compositeur, à laquelle la joie de l'expérimentation était étrangère », lui opposant les compositeurs usant de la technique dodécaphonique. Alors que pour Boris Yoffe : « cependant, il est l'un des plus originaux, talentueux et vertueux compositeurs de l'époque soviétique, et peut être considéré comme l'un des rares dans le monde de la musique, qui a réussi au XXe siècle à insuffler une vie nouvelle au genre symphonique ».

« La complexité et la profondeur ne sont pas la même chose. Par exemple, il est extrêmement difficile d’écrire la partition d’une œuvre aléatoire. Mais sa valeur musicale me semble douteuse. Au contraire, Schubert, c'est simple, mais vraiment profond. Et nous pouvons écouter sa musique sans fin, et chaque fois elle nous semble nouvelle et nous procure une vive jouissance. »

— Alexandre Lokchine, dans Sovetskaïa mouzyka, 1981, no 10.

## Œuvre
À partir des années 1950, Lokchine, ostracisé, compose sans grand enthousiasme pour la radio, le cinéma et le théâtre. Dans le même temps, il n'en néglige pas pour autant le répertoire plus sérieux, avec la composition de 11 symphonies — dont dix vocales — 3 quintettes, quelques suites, une série de compositions pour orchestre de chambre et des cantates. La plupart de ses œuvres sont exécutées à Moscou et à Leningrad, sa troisième symphonie à Londres, sa cinquième à Moscou, Londres, Amsterdam et New York. L'essentiel des choix de textes sont d'origine occidentale.
En 1981, il compose le poème symphonique L'Orage sur des vers de Nikolaï Zabolotski.
Outre ses 11 symphonies, Lokchine a composé un quintette pour cordes, un oratorio comique Tarakanitché (« La blatte ») où il moque un régime dictatorial, Trois scènes d’après le Faust de Goethe, et la pièce pour orchestre de chambre et soprano L’Art poétique. Restant en marge des honneurs, il n'a écrit aucune œuvre de circonstance,.
Alexandre Lokchine laisse aussi une courte Autobiographie, où il commente la naissance de ses différentes œuvres, publiée en 2005 par son fils.

### Musique pour piano
- Variations pour piano (1953 ; éd. Le Chant du Monde[24] ; Moscou 1956) Dédiées à Maria Grinberg Durée : 24 min
- Prélude et thème avec variations pour piano (1982 ; éd. Le Chant du Monde 1993) Dédié à la pianiste Elena Kouchnerova, qui en a assuré la création à Moscou en 1982. Durée : 8 min

### Musique de chambre
- Quintette pour clarinette et quatuor à cordes (1955, révisé en 1974 ; éd. Le Chant du Monde ; éd. Moscou 1959) Création à Moscou en 1960, par le clarinettiste Ivan Mozgovenko et le Quatuor Komitas. Durée : 23 min
- Quintette pour deux violons, deux altos et un violoncelle (1978 ; éd. Le Chant du Monde ; éd. Moscou, compositeurs soviétiques 1982) Dédié à la mémoire de Dmitri Chostakovitch. Création à Moscou en 1978, l'altiste Evgeny Ozhogin et le Quatuor Prokofiev. Durée : 23 min
- Quintette d'après François Villon, pour ténor et quatuor à cordes (1981) Traduction en russe par Ilya Ehrenbourg. Dédié à son ami, le musicologue I. Lavrentyev. Création à Moscou en 1986, par le ténor Alexei Martynov et le Quatuor Prokofiev. Durée : 13 min
- Quatuor à cordes (1984 ; éd. Saint-Pétersbourg 2014)[25]

### Symphonies
- Symphonie no 1 « Requiem », avec chœur (1957 ; éd. Le Chant du Monde ; éd. Moscou, compositeurs soviétiques 1971) Création à Bournemouth en 1987, par le chœur et l'orchestre symphonique de Bournemouth, sous la direction de Rudolf Barshaï. Durée : 43 min
- Symphonie no 2 « Épigrammes grecs », avec chœur (1963 ; éd. Le Chant du Monde) Création à Moscou en 1963, par l'orchestre symphonique du Bolshoï, dirigé par Arvīds Jansons. Durée : 30 min
- Symphonie no 3, avec baryton et chœur d'hommes, sur un poème de Kipling (1966) Création à Londres en 1979, par le baryton Steven Roberts, Chœur et l'orchestre symphonique de la BBC, sous la direction de Guennadi Rojdestvenski. Durée : 32 min
- Symphonie no 4 ou Sinfonia stretta (1968 ; éd. Le Chant du Monde ; éd. Moscou, compositeurs soviétiques 1976) Création à Moscou en 1976, par L'orchestre de la radio de Moscou, dirigé par Rudolf Barshaï. Durée : 15 min
- Symphonie no 5 « Sonnets de Shakespeare », avec baryton, orchestre à cordes et harpe (1969 ; éd. Le Chant du Monde ; Muzyka 1974) — sonnets nos 66 et 73, traduction en russe de Boris Pasternak. Création à Moscou en 1969, par le baryton Jan Kratov, Orchestre de chambre de Moscou sous la direction de Rudolf Barchaï à qui l'œuvre est dédiée. Durée : 17 min
- Symphonie no 6, avec baryton et chœur (1971 ; éd. Le Chant du Monde) Sur des poèmes d'Alexandre Blok. Durée : 40 min
- Symphonie no 7, avec contralto et orchestre de chambre (1972 ; éd. Le Chant du Monde ; Muzyka 1980) Sur des poèmes japonais tanka (XIIIe siècle) dans la traduction russe de V. Barchaï. Création à Moscou en 1973, par la contralto Nina Grigorieva, Orchestre de chambre de Moscou sous la direction de Rudolf Barshaï. Durée : 20 min
- Symphonie no 8, avec ténor (1973 ; éd. Le Chant du Monde) Sur des poèmes d'Alexandre Pouchkine. Création à Moscou en 1987, par le ténor Alexei Martynov et l'Orchestre de la radio de Moscou, sous la direction de Vladimir Ziva. Durée : 28 min
- Symphonie no 9, avec baryton et orchestre à cordes, sur un poème de Leonid Martynov (1975 ; éd. Moscou, compositeurs soviétiques 1989) Création à Moscou en 1976, par le baryton Yury Grigoriev et l'Orchestre de chambre de Moscou, dirigé par Rudolf Barshaï. Durée : 22 min
- Symphonie no 10, avec contralto, chœur et orchestre (1976 ; éd. Moscou, compositeurs soviétiques 1981) Sur des poèmes de Nikolaï Zabolotski. Création à Moscou en 1976, par la contralto Nina Grigorieva, le chœur des garçons de Moscou (dir. Boris Tevlin) et l'Orchestre de chambre de Moscou, dirigé par Rudolf Barshaï. Durée : 33 min
- Symphonie no 11, avec soprano et orchestre de chambre, sur un poème de Luís de Camões (1976 ; éd. Le Chant du Monde ; éd. Moscou, compositeurs soviétiques 1983) Création à Moscou en 1980, par la soprano Ludmila Sokolenko et un ensemble de solistes de l'orchestre symphonique d'État, dirigé par Guennadi Rojdestvenski. Durée : 21 min

### Autres œuvres symphoniques
- Les fleurs du mal, poème symphonique avec soprano, sur des poèmes de Charles Baudelaire (1939) Création à Moscou en 1939, par la soprano V. Khlynovskaya sous la direction de Nikolaï Anossov.
- Attends-moi, poème symphonique avec mezzo-soprano, sur un texte de Constantin Simonov (1942) Création à Novossibirsk en avril 1943, par la mezzo-soprano E. Verbitskaya, l'Orchestre philharmonique de Léningrad, sous la direction de Ievgueni Mravinski. Durée : 22 min
- Suite symphonique Altai (perdue)
- Fantaisie hongroise pour violon et orchestre (1952 ; éd. Le Chant du Monde) Création à Moscou en 1952, par le violoniste Julian Sitkovetsky, l'orchestre de la radio de Moscou, dirigé par Kurt Sanderling. Durée : 15 min
- Dans la jungle, suite pour orchestre (d'après la musique composée pour le film d'Alexandre Zgouridi[26]) (1959-60?) Création par l'orchestre de la radio de Moscou, dirigé par Arvīds Jansons.
- Vo ves' golos [Parler clairement], poème symphonique avec basse (1968) Création à Moscou en 1969, par la basse Mikhail Ryba et Arvīds Jansons. Durée : 20 min
- Trois scènes d'après le Faust de Goethe, pour soprano et orchestre (1980 ; éd. Moscou, Compositeurs soviétiques 1991 ; éd. Mannheim, Kompositor International 1995) Traduit en russe par Boris Pasternak. Création à Cologne en 1998, par la soprano Elena Prokina et l’ensemble Resonanz, dirigé par Rudolf Barshaï. Durée : 36 min
- L'art de la poésie, pour soprano et orchestre de chambre (1981) Sur des poèmes de Nikolaï Zabolotski. Création à Moscou en 1981, par la soprano Klara Kadinskaya et un ensemble de solistes de l'orchestre du théâtre Bolchoï sous la direction d'Alexandre Lazarev. Durée : 9 min
- Sinfonietta no 1, pour ténor et orchestre de chambre (1983 ; éd. Le Chant du Monde) Sur des poèmes d'Igor Severianin. Création à Moscou en 1986, par le ténor Nikolai Kurpe et un ensemble de solistes du théâtre musical Stanislavski de Moscou & Nemirovich-Danchenko, dirigé par Michail Jurowski. Durée : 13 min
- Variations pour basse et orchestre (1983) Sur des poèmes de Nikolaï Tikhonov. Création à Moscou en 1993, par la basse Vyacheslav Pochapsky et le chef d'orchestre Albert Michourin. Durée : 13 min
- Sinfonietta no 2, pour soprano et orchestre de chambre (1985 ; éd. Le Chant du Monde) Sur des poèmes de Fiodor Sologoub. Création à Moscou en 1988, par la soprano Raisa Levina et l'orchestre du théâtre expérimental de Moscou, sous la direction d'Eduard Gulbis. Durée : 14 min

### Musique vocale
- Тараканище [La blatte], oratorio comique (1962) sur le texte de Korneï Tchoukovski, paru en 1923. Durée : 12 min
Un cafard devient le dictateur de tous les animaux, inspirant la terreur, jusqu’à ce qu’un moineau ne le mange. L'œuvre devait être jouée à la radio par Guennadi Rojdestvenski, mais les autorités on enlevé l’oratorio du programme et la pièce est restée inconnue au public. Le texte de Tchoukovski est également mis en musique par Boris Tichtchenko en 1968.
- Chants de Marguerite d'après le Faust de Goethe, pour soprano et orchestre (1973) Création à Moscou en 1974, par la soprano Ludmila Sokolenko et l'Orchestre de chambre de Moscou sous la direction de Rudolf Barshaï. Durée : 25 min
- Mater Dolorosa pour chœur d'après des poèmes d'Anna Akhmatova (1977) Dédié aux victimes des totalitarismes. Création dans sa version russe, à Saint-Pétersbourg en 1995, par la mezzo-soprano Galina Dolbonos, le chœur et l’orchestre de la chapelle de Saint-Pétersbourg, dirigé par Alexander Chernushenko — dans sa version originale en latin, à Moscou le 29 mai 2002, dans la grande salle du Conservatoire de Moscou, par l'orchestre symphonique Tchaikovski, sous la direction de Rudolf Barshaï. Durée 21 min
- Trois poèmes d'après Fiodor Sologoub, pour soprano et orchestre de chambre (ou piano) (1983 ; éd. Le Chant du Monde) Création à Moscou dans la salle Rachmaninov du conservatoire, le 11 janvier 1989, par la soprano Raisa Levina, accompagnée d'Elena Kuschnerova.

### Musiques de films
- 1968 : La Petite Sirène (Rusalochka), film d'Ivan Aksenchuk[27],[28]. Durée : 27 min

## Filmographie
- Le Génie du mal (2003), film documentaire de Iossif Pasternak (85 min, 13 Productions, ARTE France) prix 2004 : Mention spéciale Sacem du meilleur documentaire musical de création[11],[29],[30].

## Discographie
- Alexandre Lokchine, premières compositions : Dans la jungle ; Quintette pour clarinette et quatuor à cordes ; Variations pour piano - Orchestre symphonique du Bolchoï, dir. Arvīds Jansons ; Ivan Mozgovenko, clarinette ; Quatuor Komitas ; Maria Grinberg, piano (1960, 1956, National Music Publishing M-4339)[31] (OCLC 978017010) — Des œuvres des années 1950, antérieures à la première symphonie (1957). Les deux dernières œuvres, couplés avec la Symphonie no 5 avec Barchaï en 1971, est aussi sur un disque Melodiya MEL CD 19 2446 (OCLC 981897726).
- Symphonies nos 4, 9, 11 et Fantaisie hongroise - Orchestre de la radio de Moscou ; Yuri Gregoriev, baryton ; Orchestre de chambre de Moscou, dir. Rudolf Barchaï ; Ludmila Sokolenko, soprano ; ensemble de solistes, dir. Guennadi Rojdestvenski ; Julian Sitkovetsky, violon ; Orchestre de la radio de Moscou, dir. Kurt Sanderling (1968, 1975, 1980, 1952, Melodiya MEL CD 10 01983)[32]
- Symphonie no 7 - Orchestre de chambre de Moscou, dir. Rudolf Barchaï (concert 1974, 10CD de « Rudolf Barchaï Edition » Brilliant Classics / « The Russian Archives » 3CD Brilliant Classics 9286)
- Symphonie nos 4° et 5*, 3 Scènes du Faust de Gœthe°° - Thomas Allen*, baryton ; Elena Prokiva°°, soprano ; Orchestre symphonique de Bournemouth*, Orchestre des jeunes d'Allemagne°, Ensemble Resonanz de la Philharmonie allemande des jeunes°°, dir. Rudolf Barchaï (1995, 1997 et 1998, « Tribute to Barchaï » CD 15, Ica ICAB 5136)
- Symphonie no 5* ; Quintette pour 2 violons, 2 altos et violoncelle ; Suite sur des poèmes de François Villon° - Viacheslav Pochavski*, baryton ; Alexei Martinov°, ténor ; Igor Zaidenshnir violon I et dir. ; Ramilia Nirsasiapova, violon II ; Vladimir Bakulin, alto I ; Vladislav Samoliov, alto II ; Eduard Palistki, violoncelle ; Northers Crown soloists ensemble, dir. Vitali Kataiev* (1992, Mezhdunaródnaya Kniga MK 417124 / Olympia MKM 206) (OCLC 902652856)
- Symphonie no 4, 3 Scènes du Faust de Gœthe* - Vanda Tabery*, soprano ; Orchestre philharmonique d'État de Brème, dir. Michel Swierczewski (juillet 2000, BIS CD-1154) [livret en ligne][33] (OCLC 51594753)
- Symphonies nos 7 et 10 ; Chants de Margaret° - Ludmila Sokolenko°, soprano ; Nina Gregorieva, contralto ; Orchestre de chambre de Moscou, dir. Rudolf Barchaï (Melodiya CD 10 01472)[34]
- Les Fleurs du mal* ; Fantaisie hongroise° ; Sinfonietta no 2* ; L'Art de la poésie* ; Dans la jungle - Vanda Tabery*, soprano ; Wolfgang Redic°, violon ; Grosse Orchester Graz, dir. Michel Swierczewski (juillet 2005, BIS CD-1556)[35] [livret en ligne][PDF]
- Symphonies nos 5, 9, 11 - Jeffrey Black, baryton ; Vanda Tabery, soprano ; Grosse Orchester Graz, dir. Michel Swierczewski (2006, BIS CD-1456)[36] [livret en ligne][PDF] (OCLC 706714882)
- Variations pour piano, 1953, œuvre dédiée à Maria Grinberg, qu'elle enregistre pour Melodiya en 1956, 1960, 1971 (édition MEL CD 1002446, voir livret PDF) [37], rééditées en 2019 dans le coffret (34 CD) The Art of Maria Grinberg par Scribendum (SC814)

### Notices discographiques
- Maria Lobanova, « Symphonie no 4 ; 3 Scènes du Faust de Gœthe — Michel Swierczewski », p. 19–25, BIS CD-1124, 2001 (Lire en ligne) (OCLC 51594753) .
- (en) Eugenia Chigareva, « Premières compositions », p. 8–11, Moscou, National Music Publishing M-4339, 2006 .
- Josef Benheimb, « Symphonies nos 5, 9 et 11 — Michel Swierczewski », p. 22–28, BIS CD-1456, 2006 (OCLC 706714882) .